# Estasi (polis)
Com Estasi (del grec:στάσις stásis; plural στάσεις stáseis), es denominava en l'antiguitat clàssica les guerres civils o situacions anàlogues en les antigues ciutats estat gregues (polis).
Originàriament la paraula estasi significava «detenció, lloc». També va ser utilitzada en la història per alguns grups per designar una alternativa enfront d'un punt de vista. Finalment, cap al final del segle V aC es va utilitzar per a la divisió d'una polis entre dos grups rivals i hostils entre si pel mig de la força. Tots aquests significats van continuar estant usuals als segles següents.
Des de l'aparició de la polis en l'època arcaica, es troben en diverses fonts una vegada i una altra referències a les divisions i desacords existents entre la ciutadania de nombroses ciutats gregues. Aquest és un tema de la Història de la Guerra del Peloponnès de Tucídides, que compta amb una famosa descripció de la lluita de faccions a l'illa de Corcira (Corfú modern).